# 캔터베리 대 스펜스 사건
캔터베리 대 스펜스 사건(Canterbury v. Spence, 464 F.2d. 772, 782 D.C. Cir. 1972)은 미국 컬럼비아 특별구 항소법원에서 판결한 랜드마크 판례 중 하나이다. 미국에서 업무상 과실의 개념이 다시 정립되는 데 큰 영향을 미쳤다고 평가된다. 특히 의료적 처치에 있어 '사전동의'라는 개념을 세우는 데에 일조하였다.

## 배경
1960년대까지는 환자에게 중요한 정보, 특히 환자가 혼란스러워 할 수 있는 정보를 제공하지 않는 것이 관습적인 의학에서의 원칙이었다. 환자에게 환자 자신이 죽어가고 있다는 사실을 알리지 않고, 때로는 심지어 부인하는 것이 일반적인 관행이었다. 의료 제공자들은 시간이 지나며 점차 그러한 관행에서 벗어나기 시작했으나, 여전히 많은 사람들이 앞으로 의료적 처치, 특히 수술에 대한 결정을 내리려는 환자에게 충분히 정보를 알리지 않았다. 대신에 많은 실무자들은 '전문 표준'(the professional standard)이라는 규칙에 따라 다른 의사도 제공할 것으로 생각되는 정보만 환자에게 알렸다. 특히 의료적 처치의 위험성은 종종 무시되거나 아예 설명을 생략하는 경우가 많았다. 환자가 의학적 상황에 대해 동의할 권리는 수십 년 동안 인정되어 왔지만 정보에 입각한 동의라는 개념은 완전히 새로운 것이었다.

## 사건 경과
제리 왓슨 캔터베리(Jerry Watson Canterbury, 1939~2017)는 사건 당시 FBI에서 일하는 직원이었으며, 1958년 디스크가 파열된 상태였다. 캔터베리는 당시 워싱턴의 저명한 신경외과 의사였던 윌리엄 T. 스펜스(William T. Spence)에게 고리판절제술(척추후궁절제술)을 받았다. 그런데 수술 후 입원해 있을 때 캔터베리는 수술의 부작용으로 인해 침대에서 일어나다가 넘어져 낙상을 입었고, 결국 허리가 마비되고 실금 증세를 앓게 되었다. 이에 대해 캔터베리는 의사의 과실이라는 근거로 업무상 과실에 대해 소송을 제기했다.
캔터베리는 수술 후 3달 반이 지나고 퇴원할 수 있었는데, 그의 다리는 부분적으로 마비된 상태였다. 1968년 이뤄진 재판에서 변호인 측은 캔터베리에게 전문가 증언이 없어 소송을 진행할 수가 없다고 밝혔다. 이렇게 전문가들의 증언이 없었던 이유는 당시 의사들이 서로에 대해 증언하는 것을 막았기 때문일 수 있다. DC 순회법원의 판사였던 스파츠우드 윌리엄 로빈슨 III은 전문가가 이러한 사건에 필수적이지 않으며, 합리적인 환자가 의학적 처치에 대한 결정을 내릴 때 사전동의의 기준을 알고 싶어할 것이라고 판단하였다. 따라서 로빈슨 판사는 사건을 배심원단에게 회부하도록 승인하였다. 2차 공판에서 스펜스 박사는 캔터베리와 그의 어머니에게 '마비'라는 말을 하지 않은 채 수술의 결과로 '쇠약'(weakness)이 있을 수 있다고만 언급했다고 인정했다. 또한 환자가 수술을 그만두지 않게 하기 위해 더 자세한 경고를 하는 것을 최대한 피했다는 점도 인정했다. 그러나 당시 배심원단은 캔터베리에게 불리한 판결을 내렸다.